# Glande uropygienne

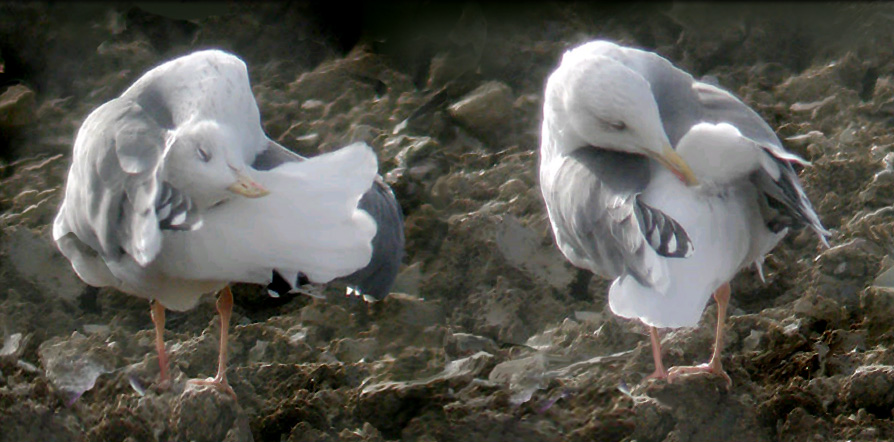
Activité de toilettage chez le goéland argenté. L'oiseau de droite stimule du bout du bec l'orifice de la glande uropygienne.

La glande uropygienne (du grec οὐρά « queue » et πυγή « fesse ») est une glande sébacée spécifique des oiseaux. Elle produit un mélange complexe de corps gras et de cires. Située au niveau du croupion, elle est constamment sollicitée lors des séances de toilettage par les oiseaux qui en sont pourvus. Elle servirait principalement à l'entretien de la qualité du plumage, mais cette question fait toujours l'objet de débats et de recherches actives. 

## Description

### Anatomie
La glande uropygienne est une glande exocrine d'origine tégumentaire située de part et d'autre du croupion, sous la peau du dos. Elle comporte deux lobes enfermés dans une capsule conjonctive, elle-même enveloppée dans du tissu adipeux dorsalement au muscle élévateur de la queue. Elle débouche vers l'arrière à la face dorsale du croupion par 1 à 18 ouvertures, au niveau d'une structure en forme de papille munie ou non d'une petite touffe de plumes, ; quand celle-ci existe, c'est à son niveau que les oiseaux recueillent la sécrétion lors du toilettage.
La structure interne de la glande uropygienne est typique des glandes exocrines : elle est constituée de multiples tubules sécréteurs organisés de manière radiaire autour d'une lumière centrale. Des canaux collecteurs en émergent qui convergent vers la papille dorsale.

### Anatomie comparée
La glande uropygienne est présente chez tous les oiseaux à l'état embryonnaire. Elle semble toutefois manquer au stade adulte chez les ratites ainsi que chez certains columbidés et psittacidés. Cela suggère que cette structure correspond à un caractère ancestral chez les oiseaux et que son absence représente une régression. Elle montre d'ailleurs tous les stades de développement, depuis les glandes uropygiennes très développées des sternes et des grèbes jusqu'aux structures vestigiales de certains hérons et pigeons.
La réduction de la taille de la glande uropygienne peut expliquer qu'elle ait pu être considérée comme absente chez certains oiseaux, comme les aras, alors qu'elle est en fait présente, mais de taille très réduite. Une étude portant sur 1 164 oiseaux de 126 espèces correspondant à 49 familles n'a d'ailleurs pas permis de trouver d'espèce qui en soit totalement démunie. Il convient donc de considérer avec prudence la liste des oiseaux qui seraient complètement dépourvus de glande uropygienne.
La même étude n'a pas permis de mettre en évidence de différences de taille qui seraient en relation avec la phylogénie ou avec l'habitat. Par exemple, il n'y a pas de différence significative dans la taille de la glande uropygienne entre les oiseaux aquatiques et les espèces terrestres.

### Physiologie
Le fonctionnement de la glande uropygienne est de type holocrine : la libération des produits de sécrétion dans la lumière des tubules se fait par rupture des cellules sécrétrices. Les tubules sont entourés de fibres musculaires lisses dont l'action, tendant à vider la glande, serait déclenchée par l'intermédiaire de fibres nerveuses du système nerveux sympathique au contact du bec sur la papille.

## Fonctions
Les fonctions de la glande uropygienne intriguent les chercheurs depuis longtemps, et demeurent partiellement comprises de nos jours.
Parmi les premières hypothèses avancées, la fonction imperméabilisante de l'huile sécrétée par la glande uropygienne en fut une populaire. Bien qu'elle soit toujours véhiculée, cette hypothèse est aujourd'hui remise en question. En effet, cette huile est hydrophobe et la plupart des oiseaux s'en enduisent les plumes. De plus, à la suite d'ablations expérimentales, certains chercheurs ont noté une dégradation du plumage et une mouillabilité accrue. Il semblait logique de déduire un lien de causalité de ces observations. Suivant cette idée, Montalti et Salibián ont formulé et testé l'hypothèse voulant que, si l'imperméabilité des plumes est due à la glande uropygienne, cette dernière devrait être plus développée chez les oiseaux aquatiques que chez les oiseaux terrestres. Ils n'ont trouvé aucune corrélation entre la taille de la glande et le degré de contact des espèces avec l'eau. Toutefois, Vincze et collègues, qui ont comparé la taille des glandes de 132 espèces, ont observé une glande plus grande chez les oiseaux aquatiques que chez les oiseaux terrestres, les oiseaux riverains ayant une glande de taille intermédiaire.
Les fonctions de la sécrétion uropygienne demeurent controversées, mais il semble qu'elle agisse entre autres sur la flexibilité des plumes et comme un agent antimicrobien en inhibant la croissance de bactéries qui pourraient dégrader les plumes.

## Maladies
L'anomalie la plus classique de la glande uropygienne des volailles est liée à une déficience en vitamine A. Elle se caractérise par une métaplasie, un épaississement des couches cornées de l'épiderme (hyperkératose) et éventuellement une augmentation du volume de la glande.
Les glandes uropygiennes sont particulièrement sensibles à la néoplasie ce qui en fait une importante cause de cancer chez l'oiseau,.
Des cas de rupture de la glande ont également été observés chez des oiseaux de mer européens, ainsi que chez le manchot papou.

## Histoire
C'est semble-t-il l'empereur Frédéric II qui, dans son traité de fauconnerie du XIIIe siècle, s'interroge le premier sur les fonctions possibles de la glande uropygienne. Il pensait que cette glande produisait une substance qui graissait le plumage ainsi qu'un poison qui, inoculé par les serres des faucons, facilitait la mort de leurs proies. Au XVIIe siècle, Francis Willughby ne peut toutefois confirmer le rôle toxique de la sécrétion.
À la fin du XVIIe siècle, E. Tyson notant la similitude de localisation entre la glande uropygienne et la glande à musc du pécari du Texas avance l'hypothèse d'une fonction odoriférante analogue.
En 1931, H.C. Hou découvre que l'ablation de la glande uropygienne chez le poulet entraîne un rachitisme, même avec exposition à la lumière. Il en déduit que cette glande sécrète aussi une provitamine D qui était déposée sur les plumes pour être convertie en vitamine D.

## Référence culturelle
Pierre Desproges en fait l'un de ses vingt-six noms communs définis dans le Dictionnaire superflu à l'usage de l'élite et des bien nantis.